# Margaret, Lady Moir
Pour les articles homonymes, voir Moir.
Margaret, Lady Moir, née Margaret Bruce Pennycook le 10 janvier 1864 à Gorgie et morte le 5 octobre 1942 à Londres, est une tourneuse écossaise, ingénieure, organisatrice de l'aide aux travailleurs, militante pour l'emploi et membre fondatrice de la Women's Engineering Society (WES).
Elle devient ensuite vice-présidente et présidente de la WES, puis, en 1931, présidente de l'Electrical Association for Women (en) (EAW), où elle exprime pleinement sa conviction que « l'aube de l'ère du tout électrique » est proche. Elle ne doutait pas de l'importance de cette évolution pour permettre aux femmes de poursuivre des carrières hors du foyer.
Elle a été nommée OBE en reconnaissance de son travail pendant la Première Guerre mondiale dans l'organisation du Week End Relief Scheme pour les travailleuses et dans la collecte de fonds pour le National Savings Movement (en). En tant qu'épouse de l'éminent ingénieur civil Ernest William Moir (en) (1862-1933), elle se décrit comme « ingénieure par mariage ». Elle a organisé un cours d'ingénierie simplifié pour les femmes dans plusieurs écoles polytechniques, a soutenu le travail de femmes aviatrices pionnières telles que Mary, Lady Bailey et Amy Johnson, et a milité tout au long de sa vie pour un meilleur accès à l'emploi pour les femmes.
Selon son amie et collègue Caroline Haslett, écrivant après sa mort en 1942, « [la Grande-Bretagne] aurait eu moins de ressources en nombre d'ingénieures formées et de femmes compétentes en matière d'électricité s'il n'y avait eu les conseils pratiques et l'intérêt, ainsi que le soutien financier, de Margaret, Lady Moir. »,

## Biographie
Elle est née Margaret Bruce Pennycook le 10 janvier 1864 à Gorgie (Édimbourg). Elle est la fille John Pennycook, directeur de carrière, et de Margaret (née Davidson).
Le 1er juin 1887, elle épouse Ernest William Moir de South Queensferry à Dalmeny House. Ils auront trois fils : Reginald (Rex) né en 1893, décédé en 1915 d'une méningite ; Arrol né en 1894, qui succédera à son père le 14 juin 1933 comme 2e baronnet Moir de Whitehanger ; et Edward, né en 1907, décédé peu après sa naissance.
Après leur mariage, les Moir vivent principalement à Londres, puis à Whitehanger à Fernhurst (en) dans le Surrey et voyagent beaucoup.

### Carrière
Margaret Moir voyage à travers le monde avec son mari, qui entreprend des projets de génie civil toujours plus ambitieux. Elle s'implique étroitement dans ses travaux, se qualifiant elle-même d'« ingénieure par alliance ». Parmi les nombreux projets importants auxquels Ernest Moir participe, il y a le pont du Forth, le tunnel de l'Hudson, le tunnel de Blackwall et le Royal Albert Dock, tous deux à Londres, ainsi que le port de Douvres et celui de Valparaíso au Chili. Peu après la révolte des Boxers (1899-1901), les Moir traversent l'intérieur de la Chine pour superviser la construction d'une voie ferrée dans le Henan, malgré le refus de Margaret d'autoriser un tel voyage en raison du danger présumé qu'il représente pour une femme occidentale.
Elle observe de ses propres yeux les terribles dangers auxquels sont exposés les ouvriers dans les caissons, ces chambres à air comprimé utilisées dans la construction des ponts : « [Nous descendions] les échelles échelon par échelon jusqu'à atteindre le plancher de travail, la mer et la boue liquide étant entièrement maintenues à l'écart par l'air continuellement pompé d'en haut. » Le taux effroyable de décès et de blessures dus à la maladie des caissons (également connue sous le nom de mal des caissons ou maladie de décompression) incite Ernest Moir à inventer et à mettre en œuvre un « sas médical » pour la recompression et la décompression lente des ouvriers qui sont sous le choc à leur arrivée à la surface. Dans le cas du tunnel de l'Hudson, cela a permis de réduire le taux de mortalité annuel des ouvriers, de 25 à 1 %.
À l'achèvement du tunnel de Blackwall en 1897, Margaret Moir devient la première femme à traverser la Tamise à pied, du Kent au Middlesex.
Après la crise des obus de 1915 et l'emploi massif de femmes dans les usines de munitions qui en résulte, l'empathie de Margaret Moir pour les travailleurs la pousse à organiser un programme d'aide pour offrir un répit le week-end aux ouvriers à temps plein ; ils sont remplacés par Lady Moir et ses collègues. Elle-même travaille pendant plus de 18 mois comme tourneuse.
Elle est trésorière et secrétaire du Comité consultatif des femmes du Comité national d'épargne de guerre, et organise une vente de certificats d'épargne de guerre et d'obligations de guerre dans les grands magasins de Londres et à la gare de Victoria, qui a permis de récolter plusieurs centaines de milliers de livres,. En reconnaissance de son travail en temps de guerre, Margaret Moir est nommée Officier de l'Ordre de l'Empire britannique (OBE) en 1920.
Lors de la création de la Women's Engineering Society en 1919, Lady Moir en est membre fondatrice aux côtés de Rachel Mary Parsons, Katharine Parsons, Eleanor Shelley-Rolls, Laura Annie Willson, Margaret Rowbotham et Janetta Mary Ornsby. Lady Moir devient présidente de la société en 1929 après deux ans comme vice-présidente. C'est sous sa présidence qu'un cours d'ingénierie simplifié pour les femmes est mis en place en 1930 dans plusieurs écoles polytechniques,.

### L'Electrical Association for Women

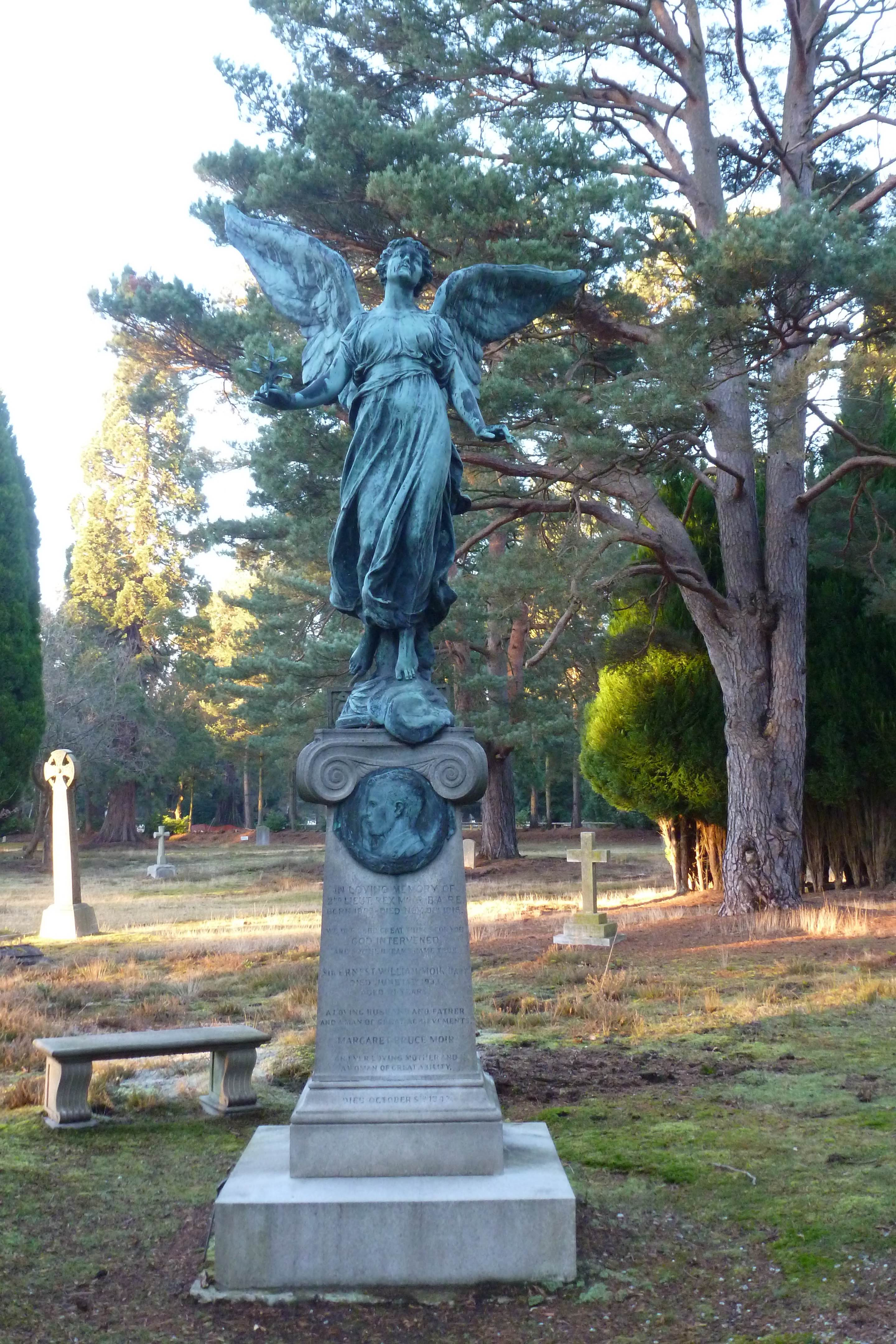
Mémorial de la famille Moir dans le cimetière de Brookwood.

Ayant apprécié les extraordinaires avancées techniques de l'époque, Lady Moir entrevoit des possibilités d'application à domicile. Elle devient l'une des premières membres de l'Electrical Association for Women (en) (EAW) et, en 1931, présidente de cette association. En 1931, l'EAW compte vingt-cinq sections en Grande-Bretagne, avec un total de près de 5 000 membres. Dès sa nomination à la présidence de l'EAW, elle prononce un discours sur l'« éducation électrique » à Glasgow, dans le cadre des célébrations de la « Semaine civique et impériale » : « La connaissance de l'électricité sera une éducation pour notre progrès. C'est pourquoi l'« éducation électrique » a été choisie pour être examinée et débattue lors de cette conférence, car il n'existe pas de sujet plus important actuellement pour le développement de l'électricité nationale. Le progrès des usages domestiques et autres de l'électricité dépend en grande partie de la formation de tous les segments de la société en matière d'électricité. »
Le travail des femmes professionnelles dans de nombreux domaines l'intéresse, et c'est chez elle, à Londres, que Mary, Lady Bailey et Amy Johnson donnent des conférences à leur retour de leurs vols, l'une en Afrique, l'autre en Australie. Lady Moir soutient l'Over-30 Housing Association et parraine un appartement entièrement électrique dans un immeuble destiné aux femmes seules.
Elle est morte le 5 octobre 1942, à l'âge de 78 ans, à son domicile de Knightsbridge, à Londres. Il existe un mémorial à la famille Moir au cimetière de Brookwood, près de Woking dans le Surrey.